# Balaenanemertes hjorti
Balaenanemertes hjorti är en djurart som tillhör fylumet slemmaskar, och som beskrevs av Brinkmann 1917. Balaenanemertes hjorti ingår i släktet Balaenanemertes och familjen Balaenanemertidae. Inga underarter finns listade i Catalogue of Life.